# پشته گاکل

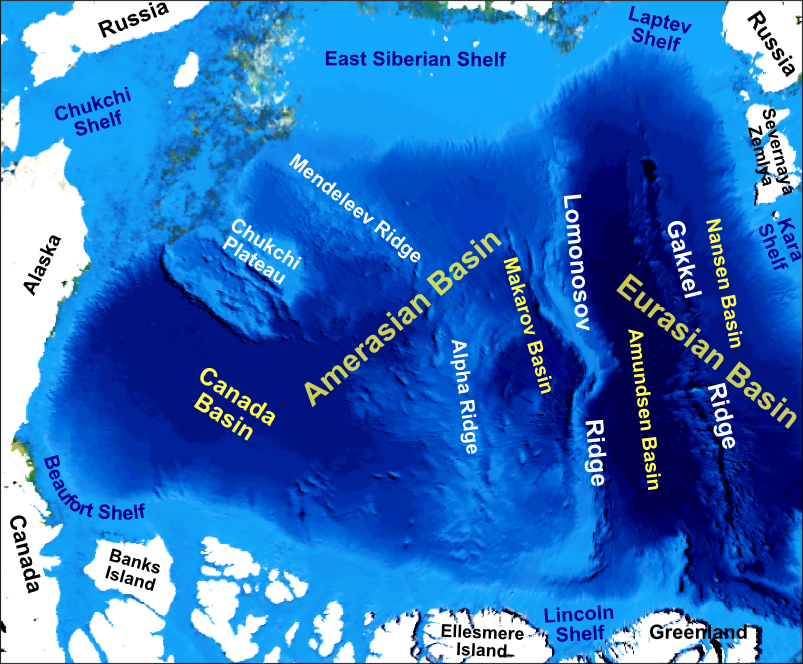
ژرفاسنجی عوارض و پدیده‌های اصلی در اقیانوس شمالگان

پشته گاکل (انگلیسی: Gakkel Ridge) که پیشتر با نام‌های پشته نانسن و پشته میانی اقیانوس شمالگان نیز شناخته می‌شد، یک پشته میان‌اقیانوسی است که بر اثر مرز واگرای زمین‌ساختی میان صفحه آمریکای شمالی و صفحه اوراسیا پدید آمده‌است. این پشته در حوضه اوراسیا در اقیانوس شمالگان و میان گرینلند و سیبری قرار دارد و طول آن حدود ۱٬۸۰۰ کیلومتر است. از نظر زمین‌شناسی پشته گاکل، انتهای شمالی پشته میانی اقیانوس اطلس را به کافت دریایی لاپتف پیوند می‌دهد.